# Joseph Antoine Aréna
Joseph Antoine Aréna nato Giuseppe Antonio Arena (Isola Rossa, 30 maggio 1771 – Parigi, 30 gennaio 1801) è stato un politico francese.

## Biografia
Fratello di Barthélémy Aréna, fu militare di Napoleone a Tolone, ma presto gli si oppose. Fu indagato per aver complottato contro il primo console e ghigliottinato a Parigi il 30 gennaio 1801, insieme a Dominique Demerville, Giuseppe Ceracchi e François Topino-Lebrun.